# Begonia gibbsiae
Espèce
Begonia gibbsiae est une espèce de plantes de la famille des Begoniaceae. Ce bégonia est originaire d'Indonésie. L'espèce a été décrite en 2001 par Martin Jonathan Southgate Sands, à la suite des travaux de Edgar Irmscher (1887-1968). L'épithète spécifique gibbsiae signifie « de Gibbs », en hommage à la botaniste britannique Lilian Suzette Gibbs (1870-1925).

## Répartition géographique
Cette espèce est originaire du pays suivant : Indonésie (Bornéo).